# Беридзе, Хусеин Махмудович
Хусеин Махмудович Беридзе (1905 год, село Зендиди, Батумский округ, Батумская область, Российская империя — 1981 год, село Меджинисцкали, Батумский район, Аджарская АССР, Грузинская ССР) — колхозник колхоза имени Ворошилова Батумского района Аджарской АССР, Грузинская ССР. Герой Социалистического Труда (1949).

## Биография
Родился в 1905 году в крестьянской семье в селе Зендиди Батумского округа (сегодня — Кедский муниципалитет). После окончания местной начальной школы трудился в личном сельском хозяйстве. С 1927 года трудился рядовым колхозником в местном колхозе. С 1945 года проживал в селе Меджинисцкали, где трудился рядовым колхозником в цитрусовом саду местного колхоза имени Ворошилова Батумского района.
В 1948 году собрал в среднем с каждого дерева по 1412 мандаринов с 400 плодоносящих деревьев. Указом Президиума Верховного Совета СССР от 29 августа 1949 года удостоен звания Героя Социалистического Труда за «получение высоких урожаев сортового зелёного чайного листа и цитрусовых плодов в 1948 году» с вручением ордена Ленина и золотой медали «Серп и Молот» (№ 4497).
Трудился в колхозе до выхода на пенсию. Проживал в селе Меджинисцкали Батумского района. С 1970 года — персональный пенсионер союзного значения. Скончался в 1981 году.